# 卡爾弗 (伊利諾伊州)
卡爾弗（英語：Culver）是位於美國伊利諾伊州默納德縣的一個非建制地區。該地的面積和人口皆未知。

## 地理
卡爾弗的座標為40°00′24″N 89°41′14″W / 40.00667°N 89.68722°W，而該地的平均海拔高度為185米（即607英尺）。